# M120 (миномёт)

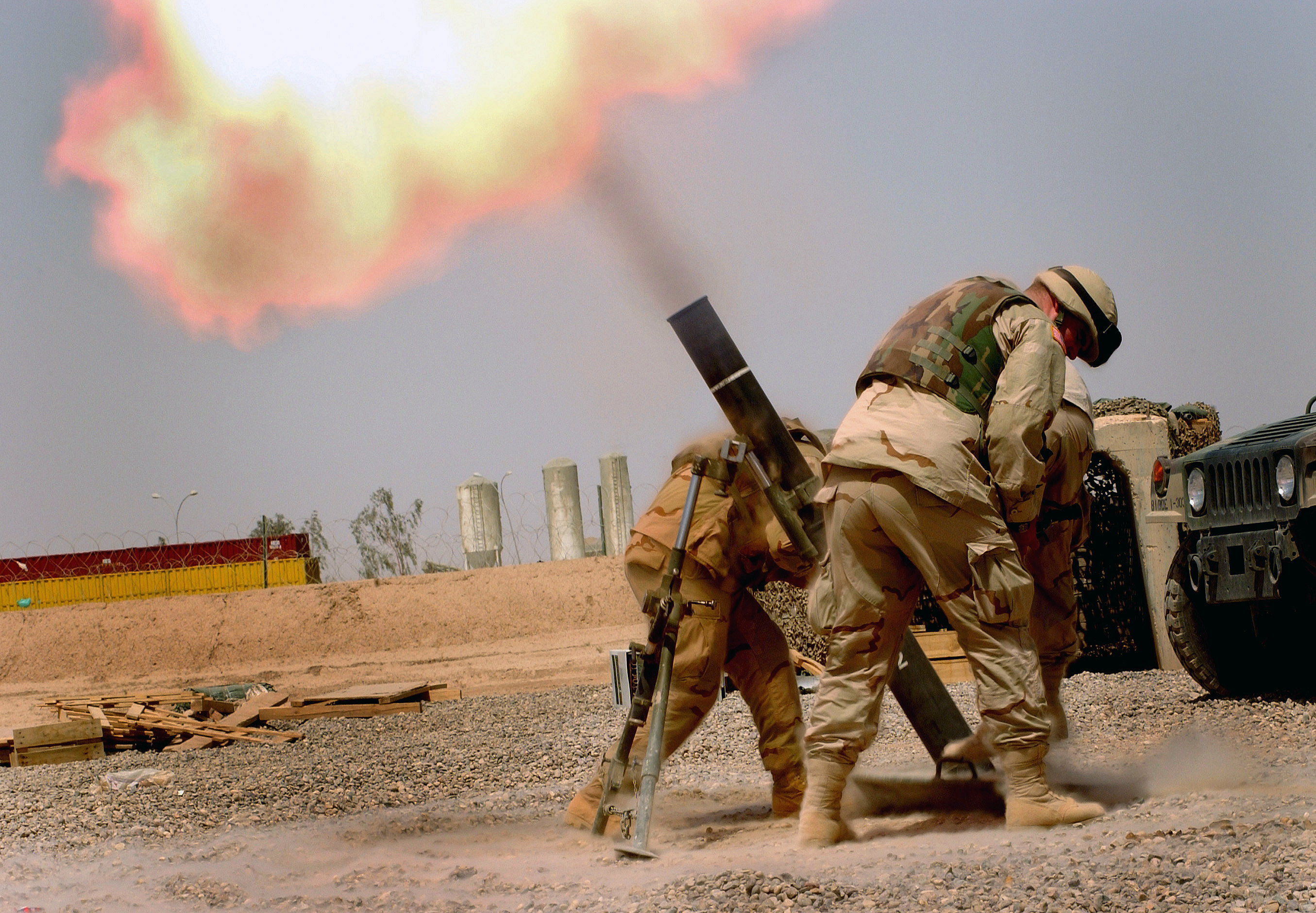
США 120 мм миномёт (M120 120 mm mortar). Kranaatinheitinryhmä ampuu heittimellä video.

M120 — 120-мм миномёт США, является миномётом израильской разработки Soltam K6.
Израильская компания «Солтам» со своим миномётом К6 выиграла американский конкурс на поставку 120 мм миномётов Армии США.
В 1990 году принят на вооружении американскими пехотными и воздушно-десантных подразделениями как М285, со временем обозначение было изменено на М120 для буксируемого варианта, и М121 для возимой версии.
Улучшенная версия известна как K6A3.
Находится на вооружении стран: США, Израиль, Египет, Дания, Китайская Республика, Марокко, Никарагуа, Словения, ЮАР, Бразилия, Молдавия, Киргизия.

Иран производит Хадид HM16, который является нелицензионной копией K6.

## ТТХ
- Калибр, мм: 120
- Вес двуноги, кг 31,93
- Вес опорной плиты, кг 61,87
- Вес прицела, кг 1,1

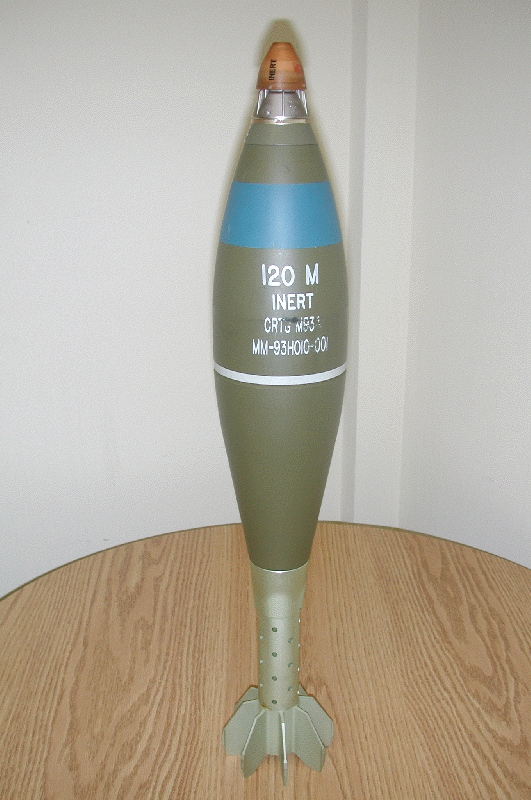
120mm mortar shell fitted with an M734 Fuze

- Скорострельность практическая, выстр/мин 4-5
- Скорострельность теоретическая, выстр/мин 15
- Вес в боевом положении, кг 144,7
- Вес в походном положении, кг 321 при установке на прицеп
- Длина ствола, мм 1758
- Вес ствола, кг 50
- Дальность стрельбы, м 200 — 7200 (10 500 — АРМ)
- Масса мины, кг 13,2
- Начальная скорость мины, м/с 310

АРМ — активно-реактивная мина.